# ماكسيم باكا
ماكسيم باكا (بالفرنسية: Maxime Baca)‏ (مواليد 2 يونيو 1983 في كوربيل إسونس - فرنسا) لاعب كرة قدم فرنسي يلعب حاليا لصالح نادي الدرجة الأولى لوريان الفرنسي منذ 2009 في مركز قلب الدفاع . .

## روابط خارجية
- ماكسيم باكا على موقع قاعدة بيانات كرة القدم.إي يو (الإنجليزية)
- ماكسيم باكا على موقع ليكيب (الفرنسية)
- ماكسيم باكا على موقع Soccerway.com (الإنجليزية)
- ماكسيم باكا على موقع كووورة
- ماكسيم باكا على موقع AS.com (الإسبانية)